# Xanthoeme
Xanthoeme is een kevergeslacht uit de familie van de boktorren (Cerambycidae). De wetenschappelijke naam van het geslacht werd voor het eerst geldig gepubliceerd in 1980 door Martins.

## Soorten
Xanthoeme is monotypisch en omvat slechts de volgende soort:
- Xanthoeme signaticornis (Melzer, 1920)